# Przedawnienie (prawo karne)
Przedawnienie – pojęcie odnoszące się do odpowiedzialności karnej w dwóch aspektach – karalności przestępstwa oraz wykonania orzeczonej kary.

## Przedawnienie w polskim prawie karnym
Kompletna regulacja przedawnienia w zakresie przestępstw zawarta jest w rozdziale XI Kodeksu karnego.

### Przedawnienie karalności
Upływ terminów powoduje ustanie karalności czynu, co oznacza, że po tej dacie nie można wszcząć postępowania karnego o dane przestępstwo, zaś postępowanie już prowadzone należy umorzyć (tzw. ujemna przesłanka procesowa).
Karalność przestępstwa ustaje po upływie (art. 101 § 1 k.k.):
- 40 lat – gdy czyn stanowi zbrodnię zabójstwa[1] (przed 1 października 2023 r. 30 lat),
- 20 lat – gdy czyn stanowi inną zbrodnię,
- 15 lat – gdy czyn stanowi występek zagrożony karą pozbawienia wolności przekraczającą 5 lat,
- 10 lat – gdy czyn stanowi występek zagrożony karą pozbawienia wolności przekraczającą 3 lata,
- 5 lat – gdy chodzi o pozostałe występki.

Zbrodnie przeciwko ludzkości i zbrodnie wojenne nie ulegają przedawnieniu.
Karalność przestępstwa ściganego z oskarżenia prywatnego ustaje z upływem roku od dowiedzenia się pokrzywdzonego o osobie sprawcy przestępstwa, lecz nie później niż z upływem 3 lat od popełnienia czynu. Wymienione wyżej terminy niekiedy są nazywane w literaturze przedawnieniem ścigania (art. 101 § 2 k.k.).
Do 1 lipca 2015 w razie wszczęcia postępowania przeciwko osobie termin przedawnienia wydłużał się o 10 lat dla zbrodni i występków zagrożonych karą pozbawienia wolności przekraczającą 3 lata, albo o 5 lat w wypadku innych przestępstw. Od 1 lipca 2015 do 1 marca 2016 r. obowiązywał ujednolicony termin wydłużenia przedawnienia, bez względu na wagę czynu i wymiar kary – 5 lat. Tak wydłużony termin bywa czasem określany w doktrynie mianem przedawnienia wyrokowania. Obecnie w art. 102 k.k. poświęconemu temu terminowi chodzi o wszczęcie postępowania, które może też być postępowaniem w sprawie, a nie przeciwko konkretnej osobie:

Art. 102. Jeżeli w okresie, o którym mowa w art. 101, wszczęto postępowanie, karalność przestępstw określonych w art. 101 § 1 ustaje z upływem 10 lat, a w pozostałych wypadkach - z upływem 5 lat od zakończenia tego okresu.

Do terminu przedawnienia nie wlicza się okresu, w którym nie można wszcząć postępowania karnego przeciwko osobie z uwagi na czasowy, ustawowy zakaz ścigania konkretnego czynu. Dotyczy to przede wszystkim przestępstw popełnianych przez posłów i senatorów korzystających z immunitetu parlamentarnego.
Zgodnie z pewną ustawą z dnia 20 kwietnia 2021 r., przedawnienie karalności nie biegnie też w okresie stanu epidemii lub zagrożenia epidemicznego ogłoszonego z powodu COVID-19 oraz w okresie 6 miesięcy po odwołaniu takiego stanu.

### Przedawnienie wykonania kary
Upływ terminów powoduje ustanie wykonalności wyroku, co oznacza, że nie można wykonać kary orzeczonej wobec skazanego za przestępstwo.
Wykonalność orzeczenia ustaje, jeśli od daty uprawomocnienia się wyroku upłynęło:
- 30 lat – w razie skazania na karę pozbawienia wolności przekraczającą lat 5 albo karę surowszą,
- 15 lat – w razie skazania na karę pozbawienia wolności nieprzekraczającą 5 lat,
- 10 lat – w razie skazania na inną karę.

## Przedawnienie w polskim prawie wykroczeń
Kwestię przedawnienia karalności i wykonania kary w prawie wykroczeń reguluje rozdział V Kodeksu wykroczeń.
Od 1 czerwca 2017 r. karalność wykroczenia ustaje, jeżeli od czasu jego popełnienia upłynął rok; jeżeli w tym okresie wszczęto postępowanie, karalność wykroczenia ustaje z upływem 2 lat od zakończenia tego okresu. Przed tym dniem karalność wykroczenia także ustawała, jeżeli od czasu jego popełnienia upłynął rok; jednakże jeżeli w tym okresie wszczęto postępowanie, karalność wykroczenia ustawała z upływem 2 lat od popełnienia czynu. Przedawnienie karalności wykroczenia również jest ujemną przesłanką procesową.
W razie uchylenia prawomocnego rozstrzygnięcia, przedawnienie biegnie od daty uchylenia rozstrzygnięcia. W wypadku wszczęcia postępowania mediacyjnego czasu jego trwania nie wlicza się do okresu przedawnienia. Orzeczona kara lub środek karny nie podlega wykonaniu, jeżeli od daty uprawomocnienia się rozstrzygnięcia upłynęły 3 lata.